# 三崎優太
三崎 優太（みさき ゆうた、1989年3月29日 - ）は、日本の実業家、YouTuber、タレント。北海道札幌市出身。2007年にアフィリエイト関連会社「メディアハーツ」を創業。2014年以降、青汁のネット通販で成功し、「若手イケメン社長」としてマスコミなどに注目されたことから、青汁王子の名で知られる。2024年より「三崎未来ホールディングス株式会社」の代表取締役。

## 来歴

### 生い立ち
北海道札幌市生まれ。北見市で育つ。父親は歯医者で、母親は専業主婦。物心ついた頃は札幌で暮らしていたが、父親の仕事の都合で、遠く離れた北見市へと引っ越す。

### 高校生でアフィリエイターになる
札幌の高校に通うことを両親に志願して札幌の高校に通うが、3か月の間に2度の停学処分を受け、3度目の処分として最終的に退学となった。
その後、年度中に転編入出来る高校に編入する。物欲が刺激されてアルバイトの面接を受けるが、不採用ばかりであったという。次第に学校をさぼるようになり、高校二年の中盤にはほとんど学校に行かなくなり、二度目の退学となった。
通信制のクラーク記念国際高等学校時代、さらに生活は荒れてパチスロで当てた三崎はパソコンを購入して、ゲーム系のサイト制作をしていた。そのサイト上でアフィリエイトを始めたところ、すぐに利益が月10万円になったことから、仲間を増やしながらアフィリエイト用サイトを増やしていき、最終的には400万円の月収を稼いでいた。
仲間だった同級生とはかなり温度差があり、アフィリエイト組織は崩壊寸前になる。また、税金を支払うことを知らず、税理士に相談したところ税金対策のために会社設立を薦められる。

### IT企業の成功と失敗
2007年11月22日、株式会社メディアハーツ（現ファビウス）を起業して、クラーク記念国際高等学校卒業後はどこにも就職せず、自身の会社でアフィリエイト事業や携帯電話コンテンツの制作などを行っていた。アフィリエイトを始めるきっかけになった人物からの勧誘により、東京の某企業の子会社となり上京することになる。
しかし高卒で社会経験が無く、最低限の常識なども無かったことから、子会社として働くのをやめて恩師の社長から離れて、独立して会社経営をすることになる。
年商は1億円を超えて経営は順調であった反面で、社員の一人が社内情報を他社に売却しようとしていることが判明するなど、仕事関係での裏切りなどがあったことから、2010年に株式会社メディアハーツは休眠して、一旦、会社経営から遠ざかる。

### 株式トレーダーとして活動
この頃、ビジュアル系アーティストになりアマチュアバンドとして活動をするが全く売れなかった。
その後、一人で引きこもってFX取引を行っていたがあまりに儲け過ぎたため、証券会社に注文を受け付けてもらえなくなり、株式投資に移行した。この頃のFX取引や株式投資の経験が、金融や経済の知識を学ぶ土台となり、後にビジネスや投資をしていく上で貴重なスキルになったと語っている。
24歳の春、ファンド会社に合計1億3000万円を渡したところ、騙されて持ち逃げされてしまった。当時は25歳になったら、もう一度ビジネスをしようと思っていたという。

### 青汁のネット通販で成功
2014年、美容通信販売事業を開始。1年目8億円、2年目18億円、3年目130億円……と売上を記録していく。自身がやっているアフィリエイト事業により、広告費をかけずに宣伝できたことが大きな武器になったという。
2017年、「すっきりフルーツ青汁」を2017年10月23日時点で累計1億3000万本販売し、17年9月期の通販売上高は前期比539 ％増の131億円と増収率ランキング1位となる。主力商品にちなみ「青汁王子」として呼称され、メディアへの露出が多くなる。
2019年2月に、法人税法違反で逮捕される。

### SNSの青汁劇場で話題に
2019年3月、保釈後はTwitterなどを通じ、「青汁劇場」と称した投稿を多数に行う。焼き鳥屋に転身したり、彼女にフラれた一部始終の様子を公開する等をして反響を呼んだ。
2019年8月15日、ホストに転身を表明。8月19日 - 31日の間に指名212組、約8200万円を売り上げ“業界史上最高記録”を打ち立てた。一連の青汁劇場については、基本的に「フィクション」であり番組上のネタであるという。
また、自分の訴えを収録した「青汁劇場〜報復編〜」という動画を公開。動画の中では、マルサが強制調査に入った際の国税庁長官が佐川宣寿であり、森友事件について忘れないでほしいと訴えた。
2019年秋、ツイッター上で第49回衆議院議員総選挙にNHKから国民を守る党公認候補として立候補を表明した。しかし、三崎のツイッターで「脱税したとされている1億8000万円を日本の未来のために贖罪寄付します。1人につき100万円を180名様に現金で寄付します」と発表。その際、一般人も多数当選した為、公職選挙法に反する可能性もあり、それがネックになることから、立花孝志による出馬要請を取り消された。後に、本人曰く「今は政治に興味はなく、政治家になるつもりはない」との発言をしている。

### YouTuberとして活動開始
2020年2月、YouTuberとしての活動も開始。様々なYouTuberやビジネスの成功者たちとコラボや対談をしたり、自身の成功体験や金持ちになる方法などを語るなど、多くのファンを獲得する。　
その後、YouTubeだけの活動に留まらず地上波のCMに出演する等、実業家としてだけではなくタレントとしても活動している。

### 男性アイドルグループとしても活動
2021年2月、YouTube上でのオーディションを経て、次世代男性アイドルグループ「SNiii」（スニィ）の結成が発表された。デビュー前にしては異例のミュージックビデオ3週連続リリースを敢行した。プロジェクト総予算は1億円。3年以内に武道館を目指すことを目標にして、「リアル」と「ネット」を融合させた次世代ハイブリッドアイドルとされた。
しかし、プロデューサーの飯田祐基及びライバー社による「水増し請求」などの諸問題が発覚した上、既に6000万円を投じたものの「音楽配信サービスへの登録」などといった飯田側の作業が進展しないことに不信感を募らせていた三崎は、ライバー社と決別して「SNiiiの解散」を発表する。
2021年11月、「Re:Genesis Kingdom Project」（通称：リジェネ）として、アイドルプロジェクトを復活させる。メンバーはSNiiiと同様に、『美咲えちる』名義の三崎のほか、水乃陸、杉山真宏、暁耀平、鈴伽彗晃規の5名で構成される。ジャニーズ系の正統派アイドルのテイストだったSNiiiと異なり、クールなビジュアル系アイドルに変化している。

### 交通事故
2024年4月15日までに公式YouTubeチャンネルを更新、「バイクを乗車中に交通事故に遭い、左腕を7〜8針縫うケガを負った」ことを報告した。また、しばらくの間、YouTube活動を休止したい」と、2週間近く活動を休止すると伝えた。

### 適格機関投資家
2024年4月30日、自身のSNSで適格機関投資家になったことを報告した。「日本全体の個人では255人しかいない、とても価値のある資格です。まさか自分の名前が金融庁のホームページに載る日が来るとは思いませんでした。」と心境を綴った。

## 法人税法違反
2019年2月12日、架空の広告宣伝費を計上し、2年分で約1億8000万円の法人税の支払いを免れた法人税法違反（脱税）容疑で東京地方検察庁特別捜査部に他2名と共に逮捕され、3月4日に同法違反の罪で起訴された。
7月16日、論告求刑公判で、検察側が懲役2年を求刑、弁護側は執行猶予を求めて結審。
9月5日、東京地方裁判所は、法人税法違反などの罪で三崎に懲役2年執行猶予4年、法人の「ファビウス」に罰金4600万円の有罪判決をそれぞれ言い渡した。
9月6日、SNSにて脱税額と同じ1億8000万円を「贖罪」としてフォロワーに寄付すると発表。発表の意図については、「法治国家のもとにある以上、有罪というのであれば受け入れざるを得ない。その贖罪として国民の皆さんに現金を配布し、社会のために私財を投じる」と答えた。
2023年9月9日、執行猶予期間の満了を報告した。

## 基金活動
2020年6月、「三崎優太 若者のみらい応援基金」創設。日本の未来を支える若者を支援することを目的とし内閣総理大臣認定の公益財団法人公益推進協会の協力のもと創設。
2020年9月、『死ぬな！生きろ！SNS誹謗中傷撲滅基金』設立。命をテーマに100万円を100人に、総額1億円をSNSを通して配布した。社会問題となっているSNSの誹謗中傷で命を落とす人がいること、コロナショックで生きる希望を失い命を落とす人がいることに対し、『理不尽な世の中でも生きることをあきらめないでほしい』という思いを込めて、基金を設立した。

## 出演

### TV番組
- 賢者ファビウスの定理（2017年4月 - 9月、TOKYO MX）レギュラー出演

### ウェブ番組
- マリキュラム‐出会って1か月で結婚する方法‐（2017年11月16日 - 2018年1月25日、AbemaTV）[26]
- 街録ch〜あなたの人生、教えて下さい〜（2021年、YouTube番組）

### ラジオ番組
- 三崎優太の波瀾上々[27]（2024年10月5日 - 2024年12月27日、ベイエフエム）

### 映画
- BLUE FIGHT 〜蒼き若者たちのブレイキングダウン〜（2025年1月31日）[28]

### CM
- AGAスキンクリニック（2022年7月16日[29] - ）

### MV
- ROYALcomfort「花束を君だけに〜Brightness standard〜」（2017年6月）

### イベント
- 2020年3月9日、虚無僧バー1日店長
- 2023年9月9日、BEPPU ONSEN SHOWER FES. 2023【BOSF23】に出演。

## 著書
- 『仮想通貨「ICO投資」ってやつで10万円を2億円にしてみた』ぱる出版、2018年2月。ISBN 978-4-8272-1108-5。
- 『仮想通貨ICO投資で50億稼ぐ』ぱる出版、2018年6月。ISBN 978-4827211283。
- 『過去は変えられる』扶桑社、2020年10月。ISBN 978-4594083854。
- 『時を稼ぐ男』KADOKAWA、2021年12月。ISBN 978-4046054098。
- 『億を稼ぐ美学』宝島社、2023年3月。ISBN 978-4299030801。